# BSA Q-serie
De BSA Q-serie was een kleine serie 500cc-motorfietsen die het Britse merk BSA alleen in 1936 onder deze naam produceerde.

## Voorgeschiedenis
BSA produceerde haar eerste 500cc-kopklepper in 1927 (BSA Model S27 Special Sports). De BSA Model S-serie, die ook zijkleppers bevatte, werd in 1932 opgevolgd door de BSA W-serie met nieuwe motoren met een boring van 85 mm en een slag van 88 mm. Deze serie, nog steeds met kop- en zijkleppers, eindigde wat de kopleppers betrof in 1935. Sinds 1932 bevatte ze ook al de dure en snelle Blue Stars, maar ook de nog veel snellere en duurdere "Specials" die eigenlijk bedoeld waren als clubmanracers. In 1936 was alleen de BSA W6-zijklepper nog over. De kopkleppers kregen de nieuwe aanduiding "Q". 

## BSA Q-serie
De machines uit de BSA Q-serie waren in wezen niet veranderd ten opzichte van hun voorgangers. De specials kwamen niet terug. Wel werden de "Empire Stars" geïntroduceerd, de 350cc-BSA R5 Empire Star en de 500cc-BSA Q8 Empire Star, ter gelegenheid van het zilveren jubileum van koning George V. 

### Motor
De motor was een kopklepmotor waarbij de stoterstangen rechts naast de cilinder stonden. Een vernieuwing was de cilinderkop met koelribben, waarin de klepveren nu ingesloten zaten. Ze had twee (Twin Port) uitlaatpoorten en dus ook twee uitlaten. De boring bedroeg 85 mm, de slag 88 mm en de cilinderinhoud kwam op 499 cc. De magdyno zat voor de cilinder en werd aangedreven door een korte ketting in een stofvrij kettingkastje. Op dit kastje (eigenlijk het distributiecarter) zat ook de oliepomp. Het carter was aan de voorkant uitgebreid met een compartiment voor 1,7 liter smeerolie. Het was echter geen wet-sumpsysteem, want de olie stond niet rechtstreeks in verbinding met de motor. Het was simpelweg de opslag voor het dry-sumpsysteem en verving een olietank. De brandstoftoevoer werd verzorgd door een Amal-carburateur met twistgrip-control.

### Transmissie
Aan de linkerkant van de krukas zat een transmissiedemper om de aandrijfkettingen te beschermen tegen de klappen van de motor. De primaire aandrijving werd verzorgd door een ketting in een volledig gesloten kettingkast. De meervoudige natte plaatkoppeling dreef de versnellingsbak aan. Op de versnellingsbak zat ook de kickstarter. Vanaf de versnellingsbak werd het achterwiel aangedreven door een ketting in een open kettingscherm.

### Rijwielgedeelte
De machines hadden een dubbel wiegframe dat bestond uit aan elkaar geschroefde rechte buizen en daarom was het nog steeds afhankelijk van de stevigheid van het motorblok. Voor zat een schommelvoorvork uit eigen BSA-productie, die werkte volgens het Girder-principe met een enkele, centrale veer, frictiedempers als schokdemper en als stuurdemper. Achtervering was er niet. Het instrumentenpaneel met ampèremeter, oliedrukmeter, contact- en lichtschakelaar zat boven op de tank, de snelheidsmeter op het stuur. Voor en achter zaten trommelremmen. 

#### BSA Q7
De BSA Q7 was het standaardmodel, met handschakeling en een bagagerekje achterop. Ze had ook laaggeplaatste fishtail pipe-uitlaten. Ze had een zwart frame, een verchroomde tank met groene flanken en een schakelkwadrant rechts naast de zadeltank. Het kastje met boordgereedschap zat rechts tussen de buizen van het achterframe. 

### BSA Q8 Empire Star
De BSA Q8 Empire Star was het topmodel van BSA in 1936. Ze werd gepresenteerd als "The Masterpiece of the Industry". Het verchroomde deel van de tank was veel groter, het gereedschapskastje zat hoog aan het achterspatbord en het bagagerek was vervangen door een broodzadel, niet voor het meenemen van een duopassagier, maar om de "racehouding" aan te kunnen nemen. Ze had twee swept back-uitlaten. Ook de motor was aangepast. De Empire Star had een geharde cilinder, sportievere nokkenassen en een Amal-carburateur met acceleratiepomp. Ook had ze voetschakeling. Ze was uitgerust met de lage compressie-zuiger van de Q7, maar de klant kreeg er gratis een hoge compressie zuiger (zoals van de Blue Star had) bij. Beide wielen waren snel uitneembaar. Voor het achterwiel was dat gebruikelijk, maar voor het voorwiel profiteerde men van de snel loskoppelbare voorwielremkabel van de militaire BSA J35-15 War Office.

### BSA Q21 New Blue Star
De BSA Q21 New Blue Star was uiterlijk iets eenvoudiger uitgevoerd en zat tussen de Q7 en de Q8 Empire Star in. Ze had de tank (met minder chroom) en het bagagerekje van de Q7, maar een hoge compressie zuiger. Verder was ze identiek aan de Empire Star.

## Einde productie
Dit was het laatste jaar voor de BSA Blue Star. In 1936 had David Munro al nieuwe ontwerpen gemaakt, maar in dit jaar kwam ook Val Page als hoofdconstructeur over van Triumph. Voor het modeljaar vernieuwde hij niet alleen de typenamen. Zijn nieuwe 500cc-M-serie kreeg een geheel vernieuwde motor met een boring van 83 mm, een slag van 94 mm, de magdyno achter de cilinder en een olietank. Een van deze M-modellen was de BSA M23 Empire Star.

## Technische gegevens
| BSA                    | Q7                                  | Q8 Empire Star                      | Q21 New Blue Star                   |
| ---------------------- | ----------------------------------- | ----------------------------------- | ----------------------------------- |
| Periode                | 1936                                | 1936                                | 1936                                |
| Categorie              | Sportmotor                          | Sportmotor                          | Sportmotor                          |
| Motortype              | Stoterstangen kopklepmotor          | Stoterstangen kopklepmotor          | Stoterstangen kopklepmotor          |
| Bouwwijze              | Dwarsgeplaatste staande eencilinder | Dwarsgeplaatste staande eencilinder | Dwarsgeplaatste staande eencilinder |
| Koeling                | Lucht                               | Lucht                               | Lucht                               |
| Boring                 | 85 mm                               | 85 mm                               | 85 mm                               |
| Slag                   | 88 mm                               | 88 mm                               | 88 mm                               |
| Cilinderinhoud         | 499,4 cc                            | 499,4 cc                            | 499,4 cc                            |
| Carburateur(s)         | Amal                                | Amal met acceleratiepomp            | Amal met acceleratiepomp            |
| Smeersysteem           | Dry-sumpsysteem                     | Dry-sumpsysteem                     | Dry-sumpsysteem                     |
| Compressieverhouding   | Onbekend                            | 9,5:1                               | 9,5:1                               |
| Max. Vermogen          | Onbekend                            | Onbekend                            | Onbekend                            |
| Primaire aandrijving   | Ketting                             | Ketting                             | Ketting                             |
| Koppeling              | Meervoudige natte plaat             | Meervoudige natte plaat             | Meervoudige natte plaat             |
| Versnellingen          | 4                                   | 4                                   | 4                                   |
| Secundaire aandrijving | Ketting                             | Ketting                             | Ketting                             |
| Rijwielgedeelte        | Dubbel wiegframe                    | Dubbel wiegframe                    | Dubbel wiegframe                    |
| Voorvork               | Girder-type BSA                     | Girder-type BSA                     | Girder-type BSA                     |
| Achtervork             | Star                                | Star                                | Star                                |
| Remmen                 | Trommelremmen                       | Trommelremmen                       | Trommelremmen                       |
| Tankinhoud             | 10,2 liter                          | 10,2 liter                          | 10,2 liter                          |
| Droog gewicht          | 141 kg                              | 141 kg                              | 141 kg                              |
| Voorganger             | W35-7                               | W35-8 Blue Star                     | W35-8 Blue Star                     |
| Opvolger               | M22 Sports                          | M23 Empire Star                     | Geen                                |